# Радовци (Пожега)
Радовци су насеље у Србији у општини Пожега у Златиборском округу. Према попису из 2022. било је 365 становника.

## Демографија
У насељу Радовци живи 362 пунолетна становника, а просечна старост становништва износи 43,7 година (41,8 код мушкараца и 45,5 код жена). У насељу има 137 домаћинстава, а просечан број чланова по домаћинству је 3,13.
Ово насеље је великим делом насељено Србима (према попису из 2002. године), а у последња три пописа, примећен је пад у броју становника.
|  |

| Демографија | Демографија | Демографија |
| Година      | Становника  | Становника  |
| ----------- | ----------- | ----------- |
| 1948.       | 574         |             |
| 1953.       | 564         |             |
| 1961.       | 568         |             |
| 1971.       | 513         |             |
| 1981.       | 471         |             |
| 1991.       | 470         | 467         |
| 2002.       | 429         | 431         |

| Етнички састав према попису из 2002.‍ | Етнички састав према попису из 2002.‍ | Етнички састав према попису из 2002.‍ | Етнички састав према попису из 2002.‍ | Етнички састав према попису из 2002.‍ |
| ------------------------------------ | ------------------------------------ | ------------------------------------ | ------------------------------------ | ------------------------------------ |
|                                      |                                      |                                      |                                      |                                      |
| Срби                                 | Срби                                 |                                      | 427                                  | 99,53%                               |
| Хрвати                               | Хрвати                               |                                      | 1                                    | 0,23%                                |
| непознато                            | непознато                            |                                      | 1                                    | 0,23%                                |

| Година пописа     | 1948. | 1953. | 1961. | 1971. | 1981. | 1991. | 2002. |
| ----------------- | ----- | ----- | ----- | ----- | ----- | ----- | ----- |
| Број домаћинстава | 101   | 102   | 130   | 127   | 137   | 142   | 137   |

| Број чланова      | 1  | 2  | 3  | 4  | 5  | 6  | 7 | 8 | 9 | 10 и више | Просек |
| ----------------- | -- | -- | -- | -- | -- | -- | - | - | - | --------- | ------ |
| Број домаћинстава | 33 | 32 | 15 | 19 | 22 | 13 | 1 | 2 | 0 | 0         | 3,13   |

| Пол    | Укупно | Неожењен/Неудата | Ожењен/Удата | Удовац/Удовица | Разведен/Разведена | Непознато |
| ------ | ------ | ---------------- | ------------ | -------------- | ------------------ | --------- |
| Мушки  | 184    | 63               | 109          | 11             | 1                  | 0         |
| Женски | 193    | 32               | 107          | 49             | 4                  | 1         |
| УКУПНО | 377    | 95               | 216          | 60             | 5                  | 1         |

| Пол    | Укупно                    | Пољопривреда, лов и шумарство | Рибарство                            | Вађење руде и камена | Прерађивачка индустрија       |
| ------ | ------------------------- | ----------------------------- | ------------------------------------ | -------------------- | ----------------------------- |
| Мушки  | 76                        | 8                             | 0                                    | 0                    | 27                            |
| Женски | 47                        | 6                             | 0                                    | 0                    | 24                            |
| УКУПНО | 123                       | 14                            | 0                                    | 0                    | 51                            |
| Пол    | Производња и снабдевање   | Грађевинарство                | Трговина                             | Хотели и ресторани   | Саобраћај, складиштење и везе |
| Мушки  | 4                         | 4                             | 10                                   | 1                    | 7                             |
| Женски | 0                         | 1                             | 4                                    | 0                    | 0                             |
| УКУПНО | 4                         | 5                             | 14                                   | 1                    | 7                             |
| Пол    | Финансијско посредовање   | Некретнине                    | Државна управа и одбрана             | Образовање           | Здравствени и социјални рад   |
| Мушки  | 0                         | 2                             | 6                                    | 1                    | 0                             |
| Женски | 0                         | 4                             | 0                                    | 2                    | 3                             |
| УКУПНО | 0                         | 6                             | 6                                    | 3                    | 3                             |
| Пол    | Остале услужне активности | Приватна домаћинства          | Екстериторијалне организације и тела | Непознато            | Непознато                     |
| Мушки  | 1                         | 0                             | 0                                    | 5                    | 5                             |
| Женски | 0                         | 0                             | 0                                    | 3                    | 3                             |
| УКУПНО | 1                         | 0                             | 0                                    | 8                    | 8                             |

## Знамените личности
- Варвара Миленовић, игуманија Манастира Љубостиње